# یخچال طبیعی آلبیگنا
یخچال طبیعی آلبیگنا (به لاتین: Albigna Glacier) یک یخچال طبیعی در سوئیس است که در کانتون گراوبوندن واقع شده‌است.